# Tönissteiner-Saxon (wielerploeg)/1995
Deze pagina geeft een overzicht van de Tönissteiner-Saxon-wielerploeg in 1995.

## Algemene gegevens
Sponsor: Saxon, Tönissteiner
Algemeen manager: Gérard Bulens
Ploegleiders: André Coudray, Willy Geukens, Henk Klein Beekman
Fietsmerk: Colnago

## Lijst van renners
| Naam                      | Geboortedatum | Nationaliteit | Ploeg 1994               |
| ------------------------- | ------------- | ------------- | ------------------------ |
| Nicolas Coudray           | 03-06-1967    | Zwitserland   |                          |
| Arne Daelmans             | 16-04-1973    | België        |                          |
| Ludo Dierckxsens          | 14-10-1964    | België        |                          |
| Ken Hashikawa             | 08-05-1970    | Japan         |                          |
| Paul Herygers             | 11-11-1962    | België        |                          |
| Kyoshi Miura              | 09-01-1961    | Japan         | Inoac-Deki               |
| Radomír Šimůnek           | 08-04-1962    | Tsjechië      |                          |
| Marc Streel               | 12-08-1971    | België        | Collstrop-Willy Naessens |
| Peter Van Brecht          | 21-10-1965    | België        | Sanimet                  |
| Jan Van Donink            | 16-02-1968    | België        | Zetelhallen-Vosschemie   |
| Frank van Veenendaal      | 13-09-1967    | Nederland     | All Sports               |
| Erwin Vandaele            | 05-03-1971    | België        | Neo                      |
|                           |               |               |                          |
| Bennie Gosink (stagiair)  | 21-09-1970    | Nederland     |                          |
| Andy Missotten (stagiair) | 04-10-1971    | België        |                          |
| Gerry Van Laer (stagiair) | 22-10-1974    | België        |                          |

## Belangrijke overwinningen
| GP Rouwmoer Winnaar: Paul Herygers Azencross Winnaar: Paul Herygers |

1992 · 1993 · 1994 · 1995 · 1996 · 1997 · 1998 · 1999 · 2000 · 2001 · 2002 · 2003 · 2004 · 2005 · 2006 · 2007 · 2008 · 2009 · 2010 · 2011 · 2012 · 2013 · 2014